# Armin Kurt Seiffert
Armin Kurt Seiffert (Detroit, 21 december 1935) is een voormalig Amerikaans stuurman bij het roeien. Seiffert won als stuurman de gouden medaille tijdens de Olympische Zomerspelen 1956 in de twee-met-stuurman. Vier jaar later strandde Seiffert in de halve finale van de vier-met-stuurman. Na zijn roeicarrière studeerde hij geneeskunde en ging werken als neuroloog. 
Op de foto zijn te zien: de Olympisch kampioenen twee met stuurman op de Olympische Zomerspelen 1956. Staand van links naar rechts zien we Arthur Ayrault, Conn Findlay en coach George Yeomans Pocock, zittend Kurt Seiffert. 

## Resultaten
- Olympische Zomerspelen 1956 in Melbourne  in de twee-met-stuurman
- Olympische Zomerspelen 1960 in Rome halve finale in vier-met-stuurman

1900: François Brandt & Roelof Klein ·
1920: Ercole Olgeni & Giovanni Scatturin & Guido de Filip ·
1924: Édouard Candeveau & Alfred Felber & Émile Lachapelle ·
1928: Hans Schöchlin & Karl Schöchlin & Hans Bourquin ·
1932: Joseph Schauers & Charles Kieffer & Edward Jennings ·
1936: Gerhard Gustmann & Herbert Adamski & Dieter Arend ·
1948: Finn Pedersen & Tage Henriksen & Carl Ebbe Andersen ·
1952: Raymond Salles & Gaston Mercier & Bernard Malivoire ·
1956: Arthur Ayrault & Conn Findlay & Armin Kurt Seiffert ·
1960: Bernhard Knubel & Heinz Renneberg & Klaus Zerta ·
1964: Edward Ferry & Conn Findlay & Henry Kent Mitchell ·
1968: Primo Baran & Renzo Sambo & Bruno Cipolla ·
1972: Wolfgang Gunkel & Jörg Lucke & Klaus-Dieter Neubert ·
1976: Harald Jährling & Friedrich-Wilhelm Ulrich & Georg Spohr ·
1980: Harald Jährling & Friedrich-Wilhelm Ulrich & Georg Spohr ·
1984: Carmine Abbagnale & Giuseppe Abbagnale & Giuseppe Di Capua ·
1988: Carmine Abbagnale & Giuseppe Abbagnale & Giuseppe Di Capua ·
1992: Jonathan Searle & Gregory Searle & Garry Herbert